# Église Saint-Aubin de Ville-sur-Arce
L'église Saint-Aubin est une église située à Ville-sur-Arce, en France.

## Localisation
L'église est située sur la commune de Ville-sur-Arce, dans le département français de l'Aube.

## Historique
L'édifice est inscrit au titre des monuments historiques en 1991.